# Kamenný jarok
Kamenný jarok je přírodní rezervace v katastrálních územích města Banská Štiavnica v okrese Banská Štiavnica a obce Repište v okrese Žiar nad Hronom v Banskobystrickém kraji na Slovensku. Území bylo vyhlášeno v roce 1993 a jeho rozloha je 65,1 hektaru. Předmětem ochrany je geologicko-geomorfologická lokalita v sopečném pohoří s výskytem hornin téměř všech geologických období, pestrým reliéfem a vegetací. Rezervace je jediným místem ve Štiavnických vrších, na které se vyskytuje tis červený (Taxus baccata) a řada druhů orchidejí.